# Открытие собора Парижской Богоматери (2024)
Открытие собора Парижской Богоматери — церемония торжественного открытия собора, состоявшаяся 7 декабря 2024 года, после окончания предварительного этапа реставрации, причиной которой стал пожар в соборе, произошедший 15 апреля 2019 года.

## Предшествующие события
15 апреля 2019 года в Парижской Богоматери произошёл масштабный пожар. Огонь сильно повредил собор и полностью уничтожил деревянную крышу и знаменитый готический шпиль, сооружённый в XIX веке. После пожара слова сожаления и поддержки французам высказали многие главы государств и мэры крупных городов всего мира. Всего за первые полдня сбора средств сумма пожертвований на реставрацию составила 600 млн евро.
Процесс реставрации собора Парижской Богоматери официально начался после завершения укрепительных работ в сентябре 2021 года. В 2023 году Эмманюэль Макрон сообщил, что собор откроется в 2024 году.
В восстановлении собора после пожара принимали участие более 1300 строителей и ремесленников со всего мира. Они стали почётными гостями предварительной церемонии открытия, состоявшейся 29 ноября 2024 года в присутствие президента Макрона с супругой — им была проведена экскурсия по собору. Официальная церемония открытия собора с участием официальных лиц и приглашённых глав государств состоялось 7 декабря. Собор начал функционировать и открылся для посещения в воскресенье 8 декабря, когда была отслужена первая после пожара месса. На 2029—2030 года запланировано полное окончание реставрационных работ.
Дизайн нового облачения разработал модельер Жан-Шарль де Кастельбажак. При пошиве 2 тысяч одеяний для 700 церковных служителей использовались, в том числе, ручные вышивка и шитьё от-кутюр.

## Приглашённые гости
На мероприятие были приглашены лидеры более 50 государств, в том числе избранный президент США Дональд Трамп, действующий президент США Джо Байден, президент Франции Эмманюэль Макрон, президент Украины Владимир Зеленский, президент Германии Франк Штайнмайер, президент Польши Анджей Дуда, президент Хорватии Зоран Миланович, президент Болгарии Румен Радев, президент Эстонии Алар Карис, президент Финляндии Александр Стубб, президент Литвы Гитанас Науседа и премьер-министр Армении Никол Пашинян. Кроме того, стало известно, что на мероприятии будут присутствовать первая леди США Джилл Байден, президент Италии Серджо Матарелла и президент Греции Катерина Сакелларопулу. На открытии также должна была присутствовать председатель Европейской комиссии Урсула фон дер Ляйен, но в последний момент отказалась от визита, сославшись на «внутреннее недопонимание». Папа римский Франциск заявил, что не приедет в Париж на мероприятие. Карл III также отказался от участия, вместо него Великобританию представлял принц Уильям.

### Список присутствовавших на церемонии
- Премьер-министр Албании Эди Рама.
- Князь соправитель Андорры Жоан Энрик Вивес-и-Сисилья и его личный представитель Жозеп Мария Маури.
- Генерал-губернатор Антигуа и Барбуды Родни Уильямс.
- Премьер-министр Армении Никол Пашинян.
- Канцлер Австрии Карл Нехаммер.
- Король Бельгии Филипп и королева Матильда.
- Член Президиума Боснии и Герцеговины Желько Комшич.
- Президент Демократической Республики Конго Феликс Чисекеди.
- Президент Республики Конго Дени Сассу-Нгессо.
- Президент Хорватии Зоран Миланович.
- Президент Болгарии Румен Радев.
- Президент Эстонии Алар Карис.
- Президент Финляндии Александр Стубб.
- Временно исполняющий обязанности президента Габона Брис Олигуи Нгема.
- Президент Греции Катерина Сакелларопулу.
- Президент Грузии Саломе Зурабишвили.
- Президент Германии Франк-Вальтер Штайнмайер.
- Президент Гвинеи-Бисау Умару Сисоку Эмбало.
- Президент Венгрии Тамаш Шуйок.
- Президент Иракского Курдистана Нечирван Барзани.
- Президент Италии Серджо Маттарелла.
- Премьер-министр Италии Джорджа Мелони.
- Президент Косово Вьоса Османи.
- Принц Филипп, представляющий князя Лихтенштейна Ханса-Адама II.
- Президент Литвы Гитанас Науседа.
- Великий герцог Люксембурга Анри и Великая герцогиня Мария Тереза.
- Князь Монако Альберт II.
- Принц Мулай Рашид, представляющий Короля Марокко Мохаммеда VI.
- Премьер-министр Нидерландов Дик Схоф.
- Президент Северной Македонии Гордана Сильяновска-Давкова.
- Королева Норвегии Соня, представляющая короля Харальда V.
- Президент Парагвая Сантьяго Пенья.
- Президент Польши Анджей Дуда.
- Премьер-министр Квебека Франсуа Лего, представляющий Канаду.
- Капитаны-регенты Сан-Марино Франческа Чиверкья и Далибор Риккарди.
- Премьер-министр Сан-Томе и Принсипи Патрис Тровоада.
- Премьер-министр Сербии Милош Вучевич.
- Премьер-министр Словении Роберт Голоб.
- Премьер-министр Швеции Ульф Кристерссон.
- Президент Того Фор Гнассингбе.
- Принц Уильям, представляющий Великобританию.
- Первая леди США Джилл Байден с дочерью Эшли Байден.
- Избранный президент США Дональд Трамп.
- Президент Украины Владимир Зеленский.
- Генеральный секретарь Совета Европы Ален Берсе.
- Президент Европейского парламента Роберта Метсола.
- Генеральный директор ЮНЕСКО Одри Азуле.
- Президент МОК Томас Бах.
- Генеральный секретарь Франкофонии Луиза Мусикивабо.
- Генеральный секретарь ОЭСР Матиас Корманн.
- Богатейшие люди мира Илон Маск и Бернар Арно.
- Председатель Европейского центробанка Кристин Лагард.
- Глава ФИФА Джанни Инфантино.

## Церемония
7 декабря около 18:00 по местному времени президент Франции Эмманюэль Макрон выступил с речью у собора. После этого архиепископ Парижа Лоран Юльриш провёл символический обряд открытия восстановленного здания. В ходе церемонии большой орган собора снова зазвучал спустя долгое время. Также исполнен ряд псалмов и молитв, среди них латинский церковный гимн Te Deum и строки псалма 121. Билеты на богослужения в восстановленном после пожара соборе Парижской Богоматери, которые пройдут в первые дни после открытия восстановленного храма, разобрали менее чем за два часа.
Был показан записанный в пятницу концерт с участием многих известных мировых исполнителей музыки. Среди них французские исполнители Клара Лусиани и Вианне, южноафриканское сопрано Притти Йенде, китайский пианист Ланг Ланг и французский диджей Майкл Канитро, Хатия Буниатишвили, виолончелист Йо-Йо Ма, скрипач Даниэль Лозакович и тенор Бенджамин Бернхайм, Анжелика Киджо и канадский певец Гару.

### Меры безопасности
Из-за большого количества приглашенных мировых лидеров в эти дни в Париже были введены повышенные меры безопасности. Некоторые из них дублируют меры, которые были установлены во время проведения церемонии открытия Летних Олимпийских игр 2024 года.
В период с 4 по 9 декабря был ограничен проезд транспорта на остров Сите и набережные левого берега Сены. С 7 утра субботы 7 декабря и до 20 часов воскресенья 8 декабря доступ туда был также закрыт для пешеходов. Для прохода необходимо было предъявить полиции документ, подтверждающий проживание в этом районе. Доступ имели только приглашённые на мероприятие гости, среди которых мировые лидеры. На высоких платформах возле собора Парижской Богоматери была организована специальная площадка для размещения на ней публики, обеспечив доступ для около 40 000 человек. Из-за ненастной погоды людей собралось гораздо меньше ожидаемого — всего около 4 тысяч человек. 
Несколько тысяч полицейских, в том числе снайперы, были привлечены к работе для обеспечения безопасности мероприятия. Основной угрозой префект назвал риск актов исламистского терроризма.